# Guerra russo-persa (1804-1813)
La Guerra russo-persa de 1804-1813, una de les moltes guerres entre l'Imperi persa i la Rússia Imperial, va començar, de la mateixa manera que molts altres conflictes, com una disputa territorial. El rei persa, Fat·h-Alí Xah Qajar, volia consolidar les regions més septentrionals de la seva dinastia Qajar per assegurar la terra prop de la costa sud-oest de la mar Càspia (actuals Azerbaidjan) i Transcaucàsia (actuals Geòrgia i Armènia). Igual que el seu homòleg persa, el Tsar de Rússia Alexandre I també era nou en el tron i igualment decidit a controlar els territoris en disputa. La guerra va acabar amb el Tractat de Gulistan, que va cedir la gran majoria dels territoris prèviament en disputa a la Rússia Imperial.

## Reivindicacions territorials
El 1779, després de la mort de Karim Khan Zand, sobirà de la dinastia Zand que governava el sud de l'Iran, Agha Muhàmmad Khan Qajar, un líder de la tribu turcmana dels Qajar, reunificà l'Iran. Vers el 1794, havia eliminat tots els seus rivals, incloent Lutf Ali Khan Zand, últim governant de la dinastia Zand. A més, també es va restaurar la sobirania persa sobre els territoris del Caucas i Geòrgia. El 1796 va ser coronat xa de Pèrsia. Agha Muhàmmad va ser assassinat el 1797 i el seu nebot Fat·h-Alí Xah Qajar el va succeir. Va tractar de mantenir la sobirania iraniana sobre aquests territoris, però va ser derrotat per Rússia en dues guerres.
En aquell moment, l'Iran tenia un cert control sobre els kanats de Karabakh, Xirvan, Xaki i Talix. No obstant això, aquesta autoritat esdevingué precària quan els russos es va annexionar Geòrgia el 1801, territori que també era reivindicat pels perses. Els russos, amb ganes de consolidar i ampliar el seu avantatge, empenyeren llavors les seves tropes a la frontera amb l'Iran. L'objectiu era enfortir les fronteres de Rússia imperial al riu Araxes frontera del que és ara Turquia.
La política activista del tsar Pau fou continuada pel seu successor, Alexandre I, amb l'objectiu d'establir el control rus sobre els kanats del Caucas oriental. En 1803, el recentment nomenat comandant de les forces russes al Caucas, Pàvel Tsitsiànov, va atacar Gandja i capturà la seva ciutadella el 15 gener de 1804; el governador, Javad Khan Qajar, va ser assassinat, i un gran nombre dels habitants sacrificats. El Kanat de Gandja fou eliminat i incorporat a Rússia.
El governant Qajar, Fath Ali Xah, va veure l'amenaça de Rússia a Armènia, Karabagh, i l'Azerbaidjan no només com una font d'inestabilitat a la seva frontera nord-oest, sinó també com un desafiament directe a l'autoritat Qajar.

## Forces desiguals
Els russos no podien destinar una part més gran de les seves tropes a la regió del Caucas, perquè l'atenció d'Alexandre estava distreta contínuament per les guerres concomitants amb França, l'Imperi Otomà, Suècia i la Gran Bretanya. Per tant, els russos es van veure obligats a dependre d'una tecnologia superior, formació, i estratègia, per tal de compensar l'aclaparadora superioritat numèrica de l'enemic. Segons algunes estimacions, l'avantatge numèric persa era de cinc a un. Hereu de Xah Fath Ali, Abbas Mirza, va tractar de modernitzar l'exèrcit persa, va buscar l'ajuda d'experts francesos a través de l'aliança francopersa, i després d'experts britànics, amb la idea d'atènyer aquest objectiu, però això només retardà la derrota persa.

## Esclat de la guerra
Els comandants russos Ivan Gudóvitx i Pàvel Tsitsiànov catalitzaren l'esclat de la guerra quan van atacar l'assentament persa de Vagharxapat, que destaca per ser la ciutat més santa a Armènia. Gudóvitx, sense èxit en el setge de Vagharxapat a causa de la manca de tropes, es va retirar a Erevan on novament va intentar un altre setge fallit. Malgrat aquestes ineficaces incursions, els russos mantingueren l'avantatge durant la major part de la guerra, gràcies a les seves tropes millor entrenades i gràcies a llur estratègia. No obstant això, la incapacitat de Rússia de destinar més de 10.000 homes a la guerra, permeté als perses de resistir de manera honorable, tot i que llurs forces estaven menys entrenades i estaven formades, en la seva major part, per cavalleria irregular.

## Guerra santa i derrota persa
Els perses van pujar un graó més al final de la guerra, en declarar una guerra santa a la Rússia Imperial el 1810; tanmateix, això va tenir poc èxit. La tecnologia i tàctiques superiors de Rússia van assegurar una sèrie de victòries estratègiques. Tampoc aprofitaren els perses que Napoleó - que era aliat de la Pèrsia d'Abbas Mirza, però podia proporcionar poc ajut concret - envaís la mateixa Rússia. Fins i tot quan els francesos ocupaven l'antiga (i futura) capital russa, Moscou, les forces russes al sud no van ser retirades, ans continuaren la seva ofensiva contra Pèrsia, que culminà en les victòries de Piotr Kotliarevski a Aslanduz i a Lenkoran, després del revés sofert a la batalla de Sultanabad el 1812 i 1813 respectivament. Després de la rendició, Pèrsia, segons els termes del Tractat de Gulistan van cedir la gran majoria dels territoris prèviament en disputa a la Rússia Imperial. Això va portar als altre temps poderosos kans de la regió a ser delmats i obligats a retre homenatge a Rússia.

## Guerra
Després de capturar Ganja, Tsiatsiànov va marxar a Erevan, i es trobà amb l'exèrcit d'Abbas Mirza prop de Vagharxapat. Tsiatsiànov, amb menys tropes, però més artilleria, va derrotar Abbas Mirza, el 7 de juny, però no va poder capturar Erevan. Entre 1805 i 1806, els russos van persuadir el kan de Xirvan a sotmetre's; conqueriren els kanats de Karabakh, Xaki, Bakú i Qubba - Darband; i ambicionaven annexionar-se Khoy i fins i tot Tabriz. Després del fracàs del setge rus d'Erevan i un fallit intent d'envair Gilan, Tsiatsiànov va ser assassinat en 1806 en intentar negociar amb el governador de Bakú, Hussain Quli Khan. Per tant, Rússia havia aconseguit el control de totes les àrees en litigi al nord del Kura i algunes de les que hi ha entre el Kura i el riu Araxes, una situació que no canviaria de manera significativa durant la resta de la guerra, però li resultava difícil augmentar més. La situació per als russos es complicà encara més per l'esclat de la guerra amb l'Imperi Otomà (1806-1812). Tsiatsiànov fou succeït per Ivan Gudóvitx, que va tractar, sense resultat, d'arribar a un acord de pau; després va reprendre l'ofensiva russa el 1808, i ocupà temporalment Vagharxapat i Nakhjavan i assetjà Erevan, però tot i així no podia capturar aquesta ciutat. Sota el capaç govern de Hussayn Quli Khan Qajar, Erevan va seguir sent un baluard de les defenses perses per a la resta de la guerra. Els Qajar, havent obtingut una fàtua que declarava el conflicte com a guerra santa, i després de rebre un suport important de Gran Bretanya, van passar a l'ofensiva el 1810, van envair Karabakh, va guanyar la batalla de Sultanabad a l'Araxes (13 de febrer de 1812), i es va recuperar territori a Taleix en 1812.

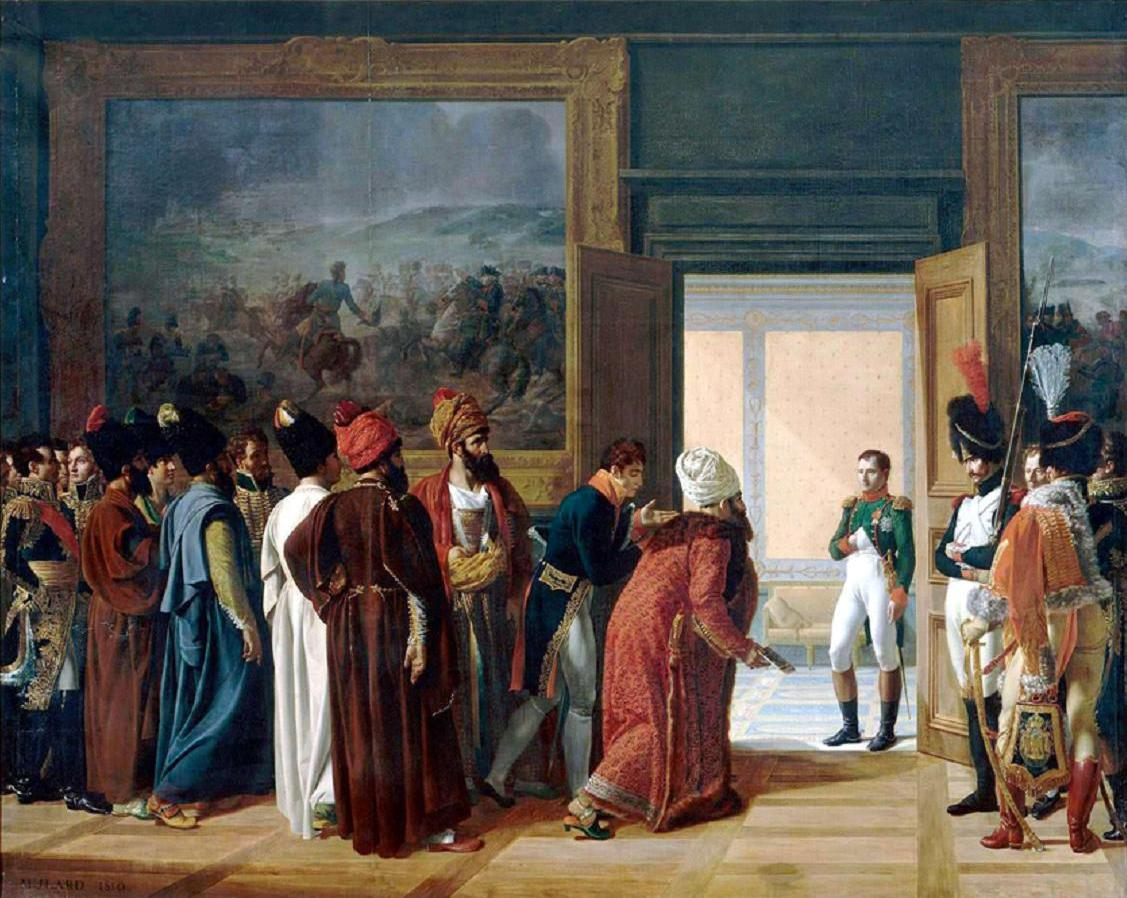
L'enviat iranià Mirza Mohammed Reza-Qazvini reunit amb Napoleó I al Palau Finckenstein, 27 d'abril de 1807, per signar el Tractat de Finckenstein.

Tot i que aquesta guerra russo-persa va ser en molts aspectes una continuació d'una lluita per la supremacia a la Transcaucàsia es remunta a l'època de Pere el Gran i Nàdir-Xah Afxar, es diferenciava dels conflictes anteriors entre Pèrsia i Rússia en què el seu curs arribaria a ser afectat tant per les maniobres diplomàtiques de les potències europees durant l'època napoleònica com pels esdeveniments en el camp de batalla. Després de l'ocupació russa dels diversos kanats, Fath Alí Xah, curt de diners i ansiós per trobar un aliat, havia fet una sol·licitud de suport britànic ja el desembre de 1804. En 1805, però, Rússia i Gran Bretanya es van aliar a la Tercera Coalició contra França, el que significava que la Gran Bretanya no estava en condicions de conrear la seva connexió persa a costa de Rússia i sentia que era necessari evadir les reiterades peticions d'ajut per part del xa. Tal com va escriure Charles Arbuthnot, ambaixador britànic a l'Imperi Otomà, l'agost de 1806, 
Per complaure l'Emperador [de Rússia], se n'ha anat en orris tota la nostra influència a Pèrsia
 Això va obrir la porta a França a utilitzar Pèrsia per amenaçar els interessos russos i britànics. Amb l'esperança de forjar una aliança tripartida de França, l'Imperi Otomà i Pèrsia, Napoleó va enviar diversos emissaris a Pèrsia, en particular Pierre Amédée Jaubert i Claude Mathieu de Gardane, els esforços dels quals van culminar en el Tractat de Finckenstein, signat el 4 de maig de 1807, en virtut del qual França reconeixia les reclamacions perses a Geòrgia i prometia ajuda per entrenar i equipar l'exèrcit persa. Només dos mesos més tard, però, Napoleó i Alexandre I van acordar un armistici i van signar el Tractat de Tilsit (7 de juliol de 1807), que feia efectivament insostenibles els compromisos franceses a Pèrsia, tot i que la missió francesa continuà proporcionant alguna assistència militar i va tractar d'intervenir en un acord amb Rússia. Els esforços francesos van fracassar, cosa que va provocar que Gudóvitx reprengués el setge d'Erevan el 1808.

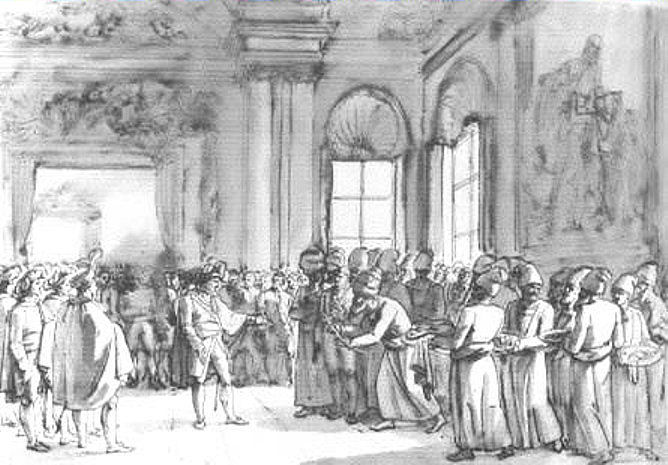
Askar Khan Afxar rebut per Napoleó I a Saint Cloud 4 de setembre de 1808 per Benjamin Zix

L'augment de la influència francesa a Pèrsia, vista com el preludi d'un atac a l'Índia, havia alarmat molt als britànics, i l'acostament francorus a Tilsit proporcionà convenientment una oportunitat per a una Gran Bretanya, ara aïllada, de reprendre els seus esforços a Pèrsia, com es reflecteix a les missions posteriors de John Malcolm (1807-8) i Harford Jones (1809). D'acord amb el tractat preliminar de Teheran organitzat per Jones (15 de març de 1809), la Gran Bretanya va accedir a entrenar i equipar 16.000 soldats d'infanteria persa i pagar un subsidi de 100.000 lliures esterlines a Pèrsia en cas que fos envaïda per una potència europea, o per fer de mitjancera en cas que aquesta potència estigués en pau amb la Gran Bretanya. Si bé Rússia havia estat fent propostes de pau, i Jones esperava que l'acord preliminar encoratjaria a un acord, aquests desenvolupaments van enfortir la determinació Fath Ali Xa de continuar la guerra. Les relacions angloperses es van escalfar encara més amb la visita de Hassan Khan Xirazi a Londres el 1809 i la seva tornada a Pèrsia amb Gore Ouseley com a ambaixador i ministre plenipotenciari el 1810. Sota els auspicis d'Ouseley, el tractat preliminar es va convertir en el tractat definitiu d'Amistat i Aliança en 1812, que va confirmar les promeses anteriors d'ajuda militar i l'augment de la quantia de la subvenció per a aquesta finalitat a 150.000 lliures esterlines.
Després, en la tercera i última volta de rosca a aquesta història, Napoleó va envair Rússia el juny 1812, de manera que Rússia i Gran Bretanya eren aliats un cop més. Gran Bretanya, com França després de Tilsit, es va veure obligada a seguir un rumb entre antagonitzar Rússia i violar els seus compromisos amb Pèrsia; la millor opció era negociar un arranjament del conflicte entre els dos. Els russos havien estat interessats periòdicament en la recerca d'una solució negociada, i als revessos de 1805-6 i els de data tan recent com 1810, quan Aleksander Tormàsov, que havia substituït Gudovitx com a comandant després dels seu infructuós setge d'Erevan, i Mirza Bozorg Qaem-Magham havien tractat d'organitzar un armistici. No obstant això, els russos no estaven disposats a fer concessions serioses per posar fi a la guerra, i els perses tampoc no estaven gaire disposats a cedir, ja que des del seu punt de vista, la guerra no anava tan malament. Ouseley, però, es va adonar de la incomoditat de tenir els recursos britànics desplegats contra el seu aliat rus i que la situació de Pèrsia era probable que empitjorés una vegada que Rússia s'hagués alliberat de la lluita amb Napoleó. Va ser així receptiu a les peticions russes per actuar com a intermediari i van buscar maneres de pressionar els Qajar a acceptar un acord. Va proposar revisions al Tractat definitiu, retallaria la participació militar britànica (es deixarien dos oficials, Charles Christie i Lindesay Bethune, i alguns sergents d'instrucció de l'exèrcit persa), i va amenaçar amb retenir el pagament de la subvenció promesa als Qajar.
El febrer del 1812, Nikolai Fiódorovitx Rtisxev, assumí el comandament de les forces russes i va obrir negociacions de pau amb els perses. Ouseley i el seu representant en les converses, James Morier, van actuar com a intermediaris i van fer diverses propostes per a Rtisxev, però no van ser acceptades. L'agost, Abbas Mirza va reprendre les hostilitats i va capturar Lankaran. Després van arribar notícies que Napoleó havia ocupat Moscou, les negociacions van ser suspeses (Ramazan 1227 / Setembre 1812). Després, el 24 de xawwal de 1227-1231 octubre 1812, mentre Rtisxev estava absent a Tbilisi, el general Piotr Kotliarevski llançà un atac sorpresa nocturn al campament persa d'Aslanduz, que tingué com a resultat la completa derrota de l'exèrcit d'Abbas Mirza i la mort d'un dels oficials de suport britànics (Christie). Com també es feia cada cop més evident que l'ofensiva de Napoleó a Rússia havia fracassat estrepitosament, els russos estaven encoratjats a seguir una campanya més agressiva al Caucas. A principis de 1813, la fortalesa persa a Lankaran va caure i la seva guarnició va ser aniquilada, cosa que permet els russos d'ocupar la major part de Taleix de nou. Tot i que Fath Alí Xa i Abbas Mirza volien lluitar després d'aquests contratemps, finalment van haver de cedir davant Ouseley, que va assegurar al xa que, o bé els russos feien concessions territorials o els britànics seguirien pagant el subsidi que havien promès.